# Bárbara Santa-Cruz
Bárbara Santa-Cruz (Madrid, 9 de juny de 1983) és una actriu espanyola de cinema, teatre i televisió.

## Biografia
Neta del poeta i premi Cervantes José García Nieto. Formada en l'estudi de Juan Carlos Corazza amb diversos mestres entre els quals destaca Manuel Morón i llicenciada en comunicació audiovisual, Bàrbara va començar la seva marxa al cinema de la mà d'Alauda Ruíz de Azúa amb Clases particulares curtmetratge que va protagonitzar al costat d'Álex García Fernández i pel qual va guanyar nombrosos premis en Festivals, entre ells el de Versión Española-AISGE.
Des de llavors, ha treballat amb alguns dels directors més prestigiosos d'aquest país. Va encarnar a la núvia de Gorka Otxoa a Pagafantas de Borja Cobeaga, que va tornar a cridar-la per a aparèixer en No controles la seva segona pel·lícula. També ha treballat amb Pedro Almodóvar en Los amantes pasajeros i amb Javier Ruiz Caldera en 3 bodas de más, personatge que li va valer una nominació a millor actriu secundària als premis Premis Feroz, que atorga la premsa cinematogràfica.
Bàrbara també és coneguda per la seva participació en cintes independents d'èxit com Barcelona, nit d'estiu i Barcelona, nit d'hivern dirigides per Dani de la Orden i produïdes per Kike Maíllo, Bernat Saumell, José Corbacho i Andreu Buenafuente; on va interpretar a Laura, una madrilenya que viu en Barcelona al costat de la seva parella Carles (Miki Esparbé). També ha participat en Il·lusió de Daniel Castro, que va guanyar 3 Biznagas de Zonazine al Festival de Màlaga de 2013.
Durant l'any 2012 va formar part del repartiment habitual de la sèrie de sobretaula Amar en tiempos revueltos de Televisió Espanyola on va interpretar a Aurelia, una mecanògrafa, en la setena temporada de la sèrie. Aquest any també va participar en la mini-sèrie Mi gitana, un biopic sobre la vida de la cantant Isabel Pantoja.
En 2014 es va incorporar com a personatge fix en la sèrie de Telecinco El Príncipe, on va interpretar a Asun, una infermera de l'hospital de Ceuta durant la primera temporada. També es va unir al repartiment principal de la sèrie d'Antena 3 Vive Cantando, on es va posar en la pell d'Elena, una advocada que torna al barri on va créixer. També va estrenar Sexo fácil, películas tristes d'Alejo Flah, en la qual comparteix cartell amb Marta Etura, Ernesto Alterio i repeteix amb Quim Gutiérrez i Carlos Areces amb els que va coincidir a 3 bodas de más i Los amantes pasajeros respectivament.
El 2015 va ser la presentadora dels II Premis Feroz.
En 2016 va protagonitzar la sèrie d'Antena 3 Buscando el norte interpretant a Flor, una espanyola establerta a Berlín al costat del seu marit (Fele Martínez) i la seva filla.
A televisió també ha participat en La familia Mata; Mesa para cinco, Inquilinos i Hay alguien ahí entre d'altres. Bàrbara també ha col·laborat en repetides ocasions amb els creadors de Muchachada Nui, apareixent a Museo Coconut i l'encara pendent d'estrena Retorno a Liliford. En teatre ha treballat sota les ordres Leticia Dolera, Borja Crespo, Paco Caballero, Borja Cobeaga del seu professor Juan Carlos Corazza a Platonov, d'Anton Txèkhov.

## Filmografia

### Televisió
- Museo Coconut (2010)
- Mi gitana (2012)
- La familia Mata (2009)
- Hay alguien ahí (2010)
- Amar en tiempos revueltos, com Aurelia González (2012)
- El Príncipe, com Asunción "Asun" (2014)
- Vive cantando, com Elena Romero (2014)
- Retorno a Lilifor, com l'expromesa de Mark, un episodi (2015)
- Buscando el norte, com Flor Trujillo de la Riva (2016)
- Diarios de la cuarentena, com Bárbara (2020)

### Llargmetratges
- La tribu de Fernando Colomo (2018)
- Sin rodeos de Santiago Segura (2018)
- Barcelona, nit d'hivern de Dani de la Orden (2015)
- Sexo fácil, pel·lículas tristes d'Alejo Flah (2014)
- 3 bodas de más de Javier Ruiz Caldera (2013)
- Los amantes pasajeros de Pedro Almodóvar (2013)
- Barcelona, nit d'estiu de Dani de la Orden (2013)
- Ilusión de Daniel Castro (2013)
- Pagafantas de Borja Cobeaga (2009)
- Sangre de mayo de José Luis Garci (2008)

### Curtmetratges
- La mesa baila com Patri, dirigit per Brays Efe

### Teatre
- Platonov de Juan Carlos Corazza
- El jardín de los cerezos sota el títol El huerto de guindos de Raúl Tejón
- Neutrex de Leticia Dolera
- All about Mari Carmen de Borja Cobeaga
- Swingers de Paco Caballero
- Super Pussies de Borja Crespo i Miguel Ángel Martín
- En Blanco d'Eva Pallarés

## Premis i nominacions
- Candidata a millor actriu de repartiment als I Premis Feroz al costat de Rossy de Palma; Verónica Echegui; Natalia de Molina i Terele Pávez.
- Premi a la millor interpretació de repartiment de la setena temporada de Amar en tiempos revueltos.
- Premi AISGE a la Millor Interpretació Femenina Versión Española-SGAE.
- Premio Premi a la millor interpretació femenina "Fotofilmcalella 2007".
- Premi a la millor interpretació femenina "Cinemalaga 2006".
- Premi a la millor interpretació femenina "Escorto 2006".